# Ruth Elster
Ruth Elster (* 1913 in Bernburg/Saale; † 21. Juli 2002 in Eutin) war eine deutsche Krankenpflegerin und Pflegedienstleiterin.

## Werdegang
Ruth Elster legte das Abitur in Bethel bei Bielefeld ab. Sie absolvierte ihre Krankenpflegeausbildung in Zeitz und legte das Examen 1935 in Weißenfels ab. Die Zeitzer Schwesternschule war vor dem Ersten Weltkrieg von dem Chirurgen Richard Poelchen (1857–1947) gegründet worden. Ruth Elster durchlief mehrere Fachabteilungen innerhalb der Krankenpflege, um sich möglichst breit in die pflegerische Materie einzuarbeiten. Auch Einsätze in den psychiatrischen Universitätskliniken Tübingen und Kiel gehörten mit dazu. Elster war dann zunächst als Lehrerin in Krankenpflegeschulen, später als Pflegedienstleiterin in verschiedenen Krankenhäusern tätig, so in Dessau, Husum, Klagenfurt, im Feldlazarett St. Veith, in Krümmel bei Hamburg und Schleswig. Sie wurde 1948 innerhalb des Agnes-Karll-Verbandes in Stuttgart zur Vorsitzenden der Landesgruppe Württemberg gewählt. 1957 folgte ihre Wahl zur Präsidentin des Agnes-Karll-Bundesverbandes und zur Vorsitzenden der Deutschen Schwesterngemeinschaft. In ihre Amtszeit fällt die Einführung eines Tarifvertrags für Schüler des Pflegeberufs und die Öffnung des Verbands für männliche Pfleger. 1965 wurde sie zur 2. Vizepräsidentin des International Council of Nurses (ICN) gewählt. 1965 gelang ihr die Organisation und Durchführung des viersprachigen ICN Kongresses in Frankfurt am Main. An diesem Kongress nahmen 6000 Pflegekräfte aus 64 Ländern teil. Von 1960 bis 1980 war sie Vorstandsmitglied des Deutschen Paritätischen Wohlfahrtsverbandes. Mit dem Eintritt in den Ruhestand im Jahr 1973 gab sie ihre Ämter auf.
Ihr Hauptanliegen war die Emanzipation des Krankenpflegeberufes, wobei sie eine Erhöhung des Männeranteils als dringend notwendig erachtete. Noch zu Beginn der 1970er Jahre waren ca. 92 % aller pensionierten Krankenschwestern des Agnes Karll Verbandes ledig und bezogen eine lediglich geringe Rente. Die Hälfte dieser Krankenschwestern gab an, niemanden zu haben, der sich im Krankheitsfall um sie kümmerte. Ruth Elster sah hier dringenden Handlungsbedarf. In ihren berufspolitischen Ansinnen stand Ruth Elster in der Tradition von Agnes Karll.

## Ehrungen
- 1976: Verdienstkreuz 1. Klasse der Bundesrepublik Deutschland für ihr Lebenswerk
- Ehrenmitglied des Deutschen Berufsverbandes für Pflegeberufe

## Schriften
- Ruth Elster: Stellung der Schwester im derzeitigen Gesundheitswesen. In: Ärztliche Praxis, Nr. XIII/5 vom 4. Februar 1961, S. 292–297 (Vortrag gehalten beim 2. Seminar über internationale Gesundheitsfragen und WHO-Arbeit der Deutschen Gesellschaft für die Vereinten Nationen, am 12. Oktober 1960 in Düsseldorf). In: Birgit Panke-Kochinke: Die Geschichte der Krankenpflege (1679-2000). Ein Quellenbuch. Mabuse, Frankfurt am Main 2001, S. 217–220, ISBN 3-933050-73-1
- Ruth Elster: Der Agnes-Karll-Verband und sein Einfluß auf die Entwicklung der Krankenpflege in Deutschland. Ein Beitrag zur Geschichte der Pflegeberufe und eines Berufsverbandes. Mabuse-Verlag, Frankfurt am Main 2000, ISBN 3-933050-48-0, 2. Aufl. 2013.

## Videoclip
- SWR Retro: Wer hilft uns morgen? Ein Filmbericht über den Schwesternmangel. 30. März 1962. Min. 36:29–38:57. Interview mit Oberin Ruth Elster Digitalisat

## Unterlagen in Archiven
- Im Universitätsarchiv der Ruprecht-Karls Universität Heidelberg (Acc 43/08) findet sich die Korrespondenz von Ruth Elster mit der Schwesternschule der Universität Heidelberg und deren Schulleitungen Olga Freiin von Lersner sowie Antje Grauhan. (Der Nachlass wird bearbeitet von Christine R. Auer.)